# Неред
 Тази статия е за селото.  За планината, която е кръстена на него, вижте Нередска планина.  
Нèред или Нèрет (на гръцки: Πολυπόταμο, Полипотамо, катаревуса: Πολυπόταμον, Полипотамон, до 1927 година Νερέτη, Нерети) е село в Република Гърция, в дем Лерин (Флорина), област Западна Македония.

## География
Селото е разположено в източните склонове на Нередската планина (Вич), на 20 километра югоизточно от демовия център Лерин (Флорина) и на 14 километра югоизточно от Кучковени (Перасма).

## История

### В Османската империя
Селото се споменава за пръв път в османски дефтер от 1481 година под името Нирет с 65 домакинства. Във втората половина на XV век селото е дервентджийско.
Според „Етнография на вилаетите Адрианопол, Монастир и Салоника“, издадена в Константинопол в 1878 година и отразяваща статистиката на населението от 1873 година, Неред е показано два пъти – веднъж като Неред (Nerede), село в Леринска каза с 25 домакинства и 50 жители българи и втори път като Нерет (Nérète), село в Костурска каза със 150 домакинства и 460 жители българи.
Според Николаос Схинас („Οδοιπορικαί σημειώσεις Μακεδονίας, Ηπείρου, Νέας οροθετικής γραμμής και Θεσσαλίας“) в средата на 80-те години на XIX век Неред (Νεράτι Φλωρίνης) има 1970 жители християни.
В началото на XX век Неред е село в Леринска каза в Османската империя. Между 1896 и 1900 година селото преминава под върховенството на Българската екзархия. В 1900 година според Васил Кънчов („Македония. Етнография и статистика“) в Нередъ живеят 1950 българи християни.
На Етнографската карта на Битолския вилает на Картографския институт в София от 1901 година Неред е чисто българско село в Леринската каза на Битолския санджак с 927 къщи.
В телеграма изпратена до председателя на Парламента по спорните черкви и училища в Македония и Одринско пише:
| „ | Селото ни брои 136 къщи екзархисти и 85 къщи патриаршисти. Имаме две черкви, малка и голяма. Патриаршистите, макар меншество, са пълни господари на малката и държат половината от голямата, вследствие на което нито един ден не остават без черковна служба, когато на нас, болшинството, едва един-два пъти в месеца ни се пада да имаме служба. Молим застъпничеството за онеправданото болшинство. Подписали селският кмет и азите | “ |

Жителите на селото участват в Илинденско-Преображенското въстание в 1903 година, което води до нови наказателни акции от страна на Османската империя в района. Сред арестуваните е и местният свещеник Христо, който е осъден на 5 години затвор в Диарбекир, но след Българо-турската спогодба от 1904 година е освободен. В 1904 година цялото село минава под върховенството на Българската екзархия. По данни на секретаря на екзархията Димитър Мишев („La Macédoine et sa Population Chrétienne“) в 1905 година в селото има 2336 българи екзархисти и функционира българско училище. В училището в Неред от учебната 1904/1905 година преподава деецът на ВМОРО Тодор Златков.
Павлос Мелас нахлува в Неред два пъти, а след него и други гръцки военни части атакуват селото, като убиват много от жителите. По тази причина много от оцелелите мигрират в началото на XX век предимно в САЩ. Според българския търговски агент в Битоля Андрей Тошев към началото на 1904 година 130 души от селото са заминали на работа в Америка. През първите месеци на 1905 година е установено заминаването на още 22 души.
В 1910 година в селото (Νερέτι) има 1000 жители „гърци патриаршисти“ и 765 „българи схизматици“ (тоест екзархисти). Според секретаря на Леринската българска митрополия Васил Трифонов в Неред към края на османската власт има 470 къщи, от които 380 български и 90 патриаршистки. Селските църкви „Свети Атанас“ и „Свети Никола“ са в гъркомански ръце, като в едната службите се редуват между двете църковни общини. За да имат своя църква, в 1912 година българите построяват манастирската „Свети Лука“. През септември 1910 година селото пострадва по време на обезоръжителната акция на младотурците. Властите искат предаването на 1200 пушки от селото.
По време на Балканската война 15 души от Неред се включват като доброволци в Македоно-одринското опълчение.

### В Гърция
През войната селото е окупирано от гръцки части и остава в Гърция след Междусъюзническата война. Между 1912 и 1928 година много от жителите на Неред мигрират в тогавашното Кралство Югославия и в други страни в Източна Европа. Боривое Милоевич пише в 1921 година („Южна Македония“), че Нерет има 400 къщи славяни християни. В 1927 година селото е преименувано на Полипотамон.
През Втората световна война селото пострадва от окупационните власти.
В 1981 година селото има 573 жители. Според изследване от 1993 година Неред е чисто „славофонско“ село, като „македонският език“ в него е запазен отлично.
Църквите в Неред са „Успение Богородично“ (1913), „Свети Атанасий“ и „Свети Николай“. Край селото е разположен манастирът „Свети Лука“ (1912 – 1913). Църквите са разположени във формата на православен кръст.
В 2002 година сградата на Нередското училище е обявена за паметник на културата.
| Име                        | Име        | Ново име     | Ново име     | Описание                                            |
| -------------------------- | ---------- | ------------ | ------------ | --------------------------------------------------- |
| Рамниците                  | Ραμνίνιτσε | Исомата      | Ισώματα      | местност във Вич на ЮЮЗ от Неред                    |
| Смилов рид                 | Σμίλοφριτ  | Антовуни     | Άνθοβούνι    | рид във Вич на Ю от Неред                           |
| Орницата                   | Όρνίτσατα  | Херасотопос  | Χερσότοπος   | връх във Вич на ЮЮЗ от Неред (1759,4 m)             |
| Сморо                      | Σμόρο      | Анифорико    | Άνηφορικό    | връх във Вич на ЮЮЗ от Неред (1748 m)               |
| Средорек                   | Στρέδερεκ  | Месопотамос  | Μεσοπόταμος  | местност във Вич на З от Неред                      |
| Чаулата                    | Τσαούλατα  | Агнанди      | Άγνάντι      | връх във Вич на З от Неред (1694 m)                 |
| Чуно                       | Τσούνο     | Сфина        | Σφήνα        | връх във Вич на З от Неред (1443 m)                 |
| Рудини                     | Ρούδινη    | Пахия Хомата | Παχιά Χώματα |                                                     |
| Валец                      | Βάλετς     | Неротриви    | Νεροτριβή    |                                                     |
| Дервенска или Деречка река | Δερβέντσκα | Диаватарико  | Διαβατάρικο  | реката на Неред, извираща под връх Дервент (1675 m) |
| Син камен                  | Σίνη Κάμεν | Галазопетра  | Γαλαζόπετρα  | връх във Вич на СЗ от Неред (1283 m)                |
| Амбарите                   | Άμπάριτε   | Амбария      | Αμπάρια      |                                                     |
| Драгиница                  | Δραγίνατσα | Акриво       | Ακριβό       | местност във Вич на СИ от Неред                     |
| Остри връх                 | Όστοιβερ   | Митеро       | Μυτερό       | връх във Вич на СИ от Неред                         |
| Осоница                    | Όσσονίτσα  | Анилион      | Άνήλιον      | връх във Вич на С от Неред (1626,2 m)               |

Преброявания
- 1981 – 573 души
- 2001 – 482 души
- 2011 – 314 души

## Личности
Родени в Неред
- Атанас Иванов Лерински (1898 – 1959), български революционер и политик
- Атанас Кизов (1914 – 1947), гръцки партизанин и деец на НОФ
- Васил Иванов (1890 – ?), български революционер
- Иван Стойчев – Фудуло, български революционер от ВМОРО, ръководител на селския комитет[31]
- Йоанис Зисис (1850 – 1955), деец на гръцката пропаганда
- Константин Зиси – Нередски (? – 1900), гръцки свещеник
- Лазар Филипов Божанин Лерински (1891 — 5 октомври 1923), български революционер, емигрира в Америка, където става член на Социалистически работнически съюз, в края на Първата световна война се установява в България, в Гара Костенец, а по-късно в село Марица, където влиза в Българската комунистическа партия, участва в Септемврийското въстание в Марица в 1923 година, след разгрома на въстанието е арестуван и екзекутиран[32]
- Менелай Гелев (1904 – 1961), български общественик и революционер, ръководител на българите в Леринско през 1941 – 1944 година
- Наум Ников (Ναούμ Νίκος), гъркомански андартски деец[33]
- Панчо Манев, деец на ВМОРО, заловен в 1903 година, изпратен на заточение, убит с приклади в Мала Азия[34]
- Папа Пандо (1909 – 1944), гръцки комунист; банков чиновник в Лерин; член на ЕАМ; след опит за арест от Гестапо влиза в ЕЛАС, става командир на батальон в 28-и пехотен полк, като комисар на батальона е Яне Чочов - Стоян от Лерин; загива заедно с Чочов при операциите на германците срещу 9-а дивизия на ЕЛАС в Западна Македония[35]
- Танас Гиза (? - 1947), гръцки комунист, загинал в битката за Гревена[36]
- Филе Нередски, български революционер
- Христо (Крис) Аврамов, деец на българската емиграция в Австралия, емигрирал през 1928 г., установил се в Мелбърн, автор на спомени.[37] Главен учредител на МПО „Тодор Александров“ (Норт Фицрой)
- Христо Наумов Нитов (1911 – 1944), български партизанин[38]

Починали в Неред
- Катина Андреева (1928 – 1949), гръцка и българска партизанка
- Филипос Капетанопулос (? – 1904), гръцки революционер

Македоно-одрински опълченци
- Атанас Велев (1890 – ?), македоно-одрински опълченец, 1 рота на 6 охридска дружина, ранен на 9 юли 1913 година[39]
- Атанас Стоянов (1888 – ?), македоно-одрински опълченец, 1 рота на 11 сярска дружина[40]
- Ване Пандов (1883 – ?), македоно-одрински опълченец, 1 рота на 11 сярска дружина[41]
- Велко Иванов (1864 – ?), македоно-одрински опълченец, Нестроева рота на 6 охридска дружина[42]
- Георги Божинов (1874 или 1877 – ?), македоно-одрински опълченец, 1 рота на 6 охридска дружина[43]
- Георги Костов (1892 – ?), македоно-одрински опълченец, 4 рота на 10 прилепска дружина, 1 рота на 11 сярска дружина, носител на кръст „За храброст“ IV степен[43]
- Иван Божинов (1888 – ?), македоно-одрински опълченец, 1 рота на 6 охридска дружина, носител на орден „За храброст“ IV степен[43]
- Иван Илиев (1890 – ?), македоно-одрински опълченец, 1 рота на 11 сярска дружина[44]
- Коста Наумов (1895 – ?), македоно-одрински опълченец, 1 и Нестроева рота на 6 охридска дружина[45]
- Кръсто Димитров (1890 – ?), македоно-одрински опълченец, 1 рота на 6 охридска дружина, ранен на 22 юни 1913 година, носител на орден „За храброст“ IV степен[46]
- Лазо Трайков (1888 или 1892 – ?), македоно-одрински опълченец, 2 рота на 7 кумановска дружина[47]
- Петър Василев, македоно-одрински опълченец, четата на Алексо Джорлев[48]
- Стоян Настов (1856 – ?), македоно-одрински опълченец, четата на Миладин Тренчев[49]
- Стоян Трайков (1894 – ?), македоно-одрински опълченец, 1 рота на 6 охридска дружина[50]
- Трайко Митрев (Митров, Митев, 1891 – ?), македоно-одрински опълченец, 1 рота на 6 охридска дружина[51]